# Цурновець (Брежице)
Цурновець (словен. Curnovec) — поселення в общині Брежиці, Споднєпосавський регіон, Словенія. Висота над рівнем моря: 198,1 м.